# Chris Witty
Christine Diane „Chris” Witty (ur. 23 czerwca 1975 w West Allis) – amerykańska łyżwiarka szybka i kolarka torowa, trzykrotna medalistka olimpijska, wielokrotna medalistka mistrzostw świata oraz zdobywczyni Pucharu Świata.

## Kariera
Pierwsze sukcesy w karierze Chris Witty osiągnęła w 1996 roku, kiedy zdobyła dwa medale na międzynarodowych imprezach. Najpierw wywalczyła złoty medal na sprinterskich mistrzostwach świata w Heerenveen, a następnie zajęła drugie miejsce w biegu na 1000 m podczas dystansowych mistrzostw świata w Hamar, gdzie przegrała tylko z Holenderką Annamarie Thomas. Rok później zdobyła brązowy medal na mistrzostwach świata w wieloboju sprinterskim w Hamar, ulegając jedynie Niemce Franzisce Schenk i Chince Xue Ruihong. W 1998 roku wzięła udział w igrzyskach olimpijskich w Nagano, zdobywając srebrny medal w biegu na 1000 m i brązowy na 1500 m. W pierwszym przypadku lepsza była tylko Holenderka Marianne Timmer, a w drugim pokonały ją Timmer i Niemka Gunda Niemann-Stirnemann. W tym samym roku zwyciężyła w biegu na 1000 m podczas dystansowych mistrzostw świata w Calgary oraz była trzecia na sprinterskich mistrzostwach świata w Berlinie. Kolejne dwa medale zdobyła w 2000 roku, zajmując trzecie miejsce w biegu na 1000 m na dystansowych mistrzostwach świata w Nagano oraz drugie za Monique Garbrecht podczas sprinterskich mistrzostw świata w Seulu. Ostatni medal zdobyła podczas igrzysk olimpijskich w Salt Lake City, gdzie była najlepsza na swym koronnym dystansie, wyprzedzając Niemkę Sabine Völker i swą rodaczkę Jennifer Rodriguez. Brała ponadto udział w igrzyskach olimpijskich w Lillehammer w 1994 roku i rozgrywanych dwanaście lat później igrzyskach w Turynie, jednak plasowała się poza czołową dziesiątką. Wielokrotnie stawała na podium zawodów Pucharu Świata, odnosząc przy tym dziewiętnaście zwycięstw. W sezonie 1995/1996 zwyciężyła w klasyfikacji końcowej 1000 m, w sezonach 1996/1997, 1998/1999, 2000/2001 i 2002/2003 była druga, a sezon 1997/1998 zakończyła na trzeciej pozycji.
Chris Witty osiągała również sukcesy w kolarstwie torowym, zdobywając między innymi brązowy medal mistrzostw świata juniorów w Atenach w 1992 roku. W 2000 roku wystąpiła na igrzyskach olimpijskich w Sydney, zajmując piąte miejsce w wyścigu na 500 m na czas. Ponadto w 1996 roku została mistrzynią Stanów Zjednoczonych w wyścigu na 500 m.
Podczas igrzysk w Turynie była chorążym reprezentacji USA. Ustanowiła cztery rekordy świata.
Związana jest z byłą holenderską panczenistką, Frouke Oonk.

### Mistrzostwa świata
- Mistrzostwa świata w wieloboju sprinterskim
  - złoto – 1996
  - srebro – 2000
  - brąz – 1997, 1998